# Anthurium carpishense
Anthurium carpishense är en kallaväxtart som beskrevs av Thomas Bernard Croat. Anthurium carpishense ingår i släktet Anthurium och familjen kallaväxter. Inga underarter finns listade.